# Leichtathletik-Europacup
Der Leichtathletik-Europacup war ein europäischer Pokalwettbewerb auf dem Gebiet der Leichtathletik. Initiiert wurde er von dem Italiener Bruno Zauli, Präsident des europäischen Komitees der IAAF, weshalb der Wettbewerb ursprünglich auch als Bruno-Zauli-Cup bekannt war.

Ausgetragen wurde der Europacup erstmals 1965 in Stuttgart (Männer) und Kassel (Frauen).

## Reglement
Ursprünglich alle zwei Jahre, dann alle drei, dann wieder alle zwei Jahre veranstaltet, fand der Leichtathletik-Europacup seit 1993 dann jedes Jahr statt.
Er basierte die ersten zwanzig Jahre auf einem Qualifikationssystem, wobei sich die jeweils besten zwei Nationen der drei Semifinale für die Endrunde (A-Finale bzw. Superliga) qualifizierten.
Jede Nation war in jeder Disziplin nur mit einem einzigen Athleten vertreten. Gewertet wurde nach einem einfachen Punktesystem, das ausschließlich die Platzierung berücksichtigte. Die Nation des Siegers einer Disziplin erhielt jeweils eine mit der Zahl der Teilnehmer identische Punktzahl, abnehmend bis zur Nation des Letztplatzierten mit einem Punkt.
1983 kam es zu einer Umstrukturierung, die den immer zahlreicheren Verpflichtungen der Athleten Rechnung trug. Sowohl für die Männer- als auch Frauenwettbewerbe wurde eine Superliga mit jeweils acht Mitgliedern geschaffen, darunter eine Erste und eine Zweite Liga, die jeweils in Gruppe A und B aufgeteilt waren. Auf- und Abstiegsplätze ersetzten den Aufstieg durch vorausgehende Halbfinal- und Finalrunden. Diese Einteilung bestand bis zum Ende der Europacups im Jahr 2008.
2009 wurde eine völlige Umgestaltung der einst viel beachteten, in den letzten Jahren aber immer mehr in den Hintergrund geratenen Veranstaltung durchgeführt. Bei der neuen Leichtathletik-Team-Europameisterschaft gibt es eine Superliga mit 12 Teams, eine erste Liga mit 12, eine zweite Liga mit 8 und eine dritte Liga mit 14 Teams. Der Tabellenplatz errechnet sich aufgrund von jeweils 20 Männer- und ebenso 20 Frauenwettbewerben, die nach Geschlechtern getrennte Gesamtwertung entfällt.

## Veranstaltungen
| Jahr | Sieger Männer                   | Sieger Frauen                   | Gastgeberstadt     | Gastgeberland          |
| ---- | ------------------------------- | ------------------------------- | ------------------ | ---------------------- |
| 1965 | Sowjetunion                     | Sowjetunion                     | Stuttgart/Kassel   | BR Deutschland         |
| 1967 | Sowjetunion                     | Sowjetunion                     | Kiew               | Sowjetunion            |
| 1970 | Deutsche Demokratische Republik | Deutsche Demokratische Republik | Stockholm/Budapest | Schweden/ Ungarn       |
| 1973 | Sowjetunion                     | Deutsche Demokratische Republik | Edinburgh          | Vereinigtes Königreich |
| 1975 | Deutsche Demokratische Republik | Deutsche Demokratische Republik | Nizza              | Frankreich             |
| 1977 | Deutsche Demokratische Republik | Deutsche Demokratische Republik | Helsinki           | Finnland               |
| 1979 | Deutsche Demokratische Republik | Deutsche Demokratische Republik | Turin              | Italien                |
| 1981 | Deutsche Demokratische Republik | Deutsche Demokratische Republik | Zagreb             | Jugoslawien            |
| 1983 | Deutsche Demokratische Republik | Deutsche Demokratische Republik | London             | Vereinigtes Königreich |
| 1985 | Sowjetunion                     | Sowjetunion                     | Moskau             | Sowjetunion            |
| 1987 | Sowjetunion                     | Deutsche Demokratische Republik | Prag               | Tschechoslowakei       |
| 1989 | Vereinigtes Königreich          | Deutsche Demokratische Republik | Gateshead          | Vereinigtes Königreich |
| 1991 | Sowjetunion                     | Deutschland                     | Frankfurt am Main  | Deutschland            |
| 1993 | Russland                        | Russland                        | Rom                | Italien                |
| 1994 | Deutschland                     | Deutschland                     | Birmingham         | Vereinigtes Königreich |
| 1995 | Deutschland                     | Russland                        | Villeneuve d’Ascq  | Frankreich             |
| 1996 | Deutschland                     | Deutschland                     | Madrid             | Spanien                |
| 1997 | Vereinigtes Königreich          | Russland                        | München            | Deutschland            |
| 1998 | Vereinigtes Königreich          | Russland                        | Sankt Petersburg   | Russland               |
| 1999 | Deutschland                     | Russland                        | Paris              | Frankreich             |
| 2000 | Vereinigtes Königreich          | Russland                        | Gateshead          | Vereinigtes Königreich |
| 2001 | Polen                           | Russland                        | Bremen             | Deutschland            |
| 2002 | Vereinigtes Königreich          | Russland                        | Annecy             | Frankreich             |
| 2003 | Frankreich                      | Russland                        | Florenz            | Italien                |
| 2004 | Deutschland                     | Russland                        | Bydgoszcz          | Polen                  |
| 2005 | Deutschland                     | Russland                        | Florenz            | Italien                |
| 2006 | Frankreich                      | Russland                        | Málaga             | Spanien                |
| 2007 | Frankreich                      | Russland                        | München            | Deutschland            |
| 2008 | Vereinigtes Königreich          | Russland                        | Annecy             | Frankreich             |

## Disziplinen
Im Laufe der Zeit wurden immer mehr Disziplinen bei den Frauen ins Programm aufgenommen.
| Disziplinen        | Disziplinen | Disziplinen        | Disziplinen                 |
| Männer             | Männer      | Frauen             | Frauen                      |
| ------------------ | ----------- | ------------------ | --------------------------- |
| 0100 m             |             | 0100 m             |                             |
| 0200 m             | 0           | 0200 m             | 0                           |
| 0400 m             | 0           | 0400 m             | 0                           |
| 0800 m             | 0           | 0800 m             | 0                           |
| 01500 m            | 0           | 01500 m            | 0ab 1970                    |
| 03000 m            | 0bis 1996   | 03000 m            | 0ab 1977                    |
| 05000 m            | 0           | 05000 m            | 0ab 1995                    |
| 010.000 m          | 0ab 1996    | 010.000 m          | 0strittig von 1985 bis 1995 |
| 0110 m Hürden      | 0           | 0100 m Hürden      | 0 80 m in 1965 und 1967     |
| 0400 m Hürden      | 0           | 0400 m Hürden      | 0ab 1977                    |
| 03000 m Hindernis  | 0           | 03000 m Hindernis  | 0ab 2002                    |
| 04 × 100 m Staffel |             | 0Staffel 4 × 100 m | 0                           |
| 04 × 400 m Staffel |             | 0Staffel 4 × 400 m | 0ab 1970                    |
| 0Hochsprung        |             | 0Hochsprung        | 0                           |
| 0Stabhochsprung    |             | 0Stabhochsprung    | 0ab 1997                    |
| 0Weitsprung        |             | 0Weitsprung        | 0                           |
| 0Dreisprung        |             | 0Dreisprung        | 0ab 1993                    |
| 0Kugelstoßen       |             | 0Kugelstoßen       | 0                           |
| 0Diskuswurf        |             | 0Diskuswurf        | 0                           |
| 0Hammerwurf        |             | 0Hammerwurf        | 0ab 1997                    |
| 0Speerwurf         |             | 0Speerwurf         | 0                           |